# Klaus-Willi Baumanns
Klaus-Willi Baumanns (* 15. September 1948 in Mönchengladbach) ist ein ehemaliger deutscher Fußballspieler und -trainer. Er wurde auf der Position des Verteidigers eingesetzt.

## Karriere

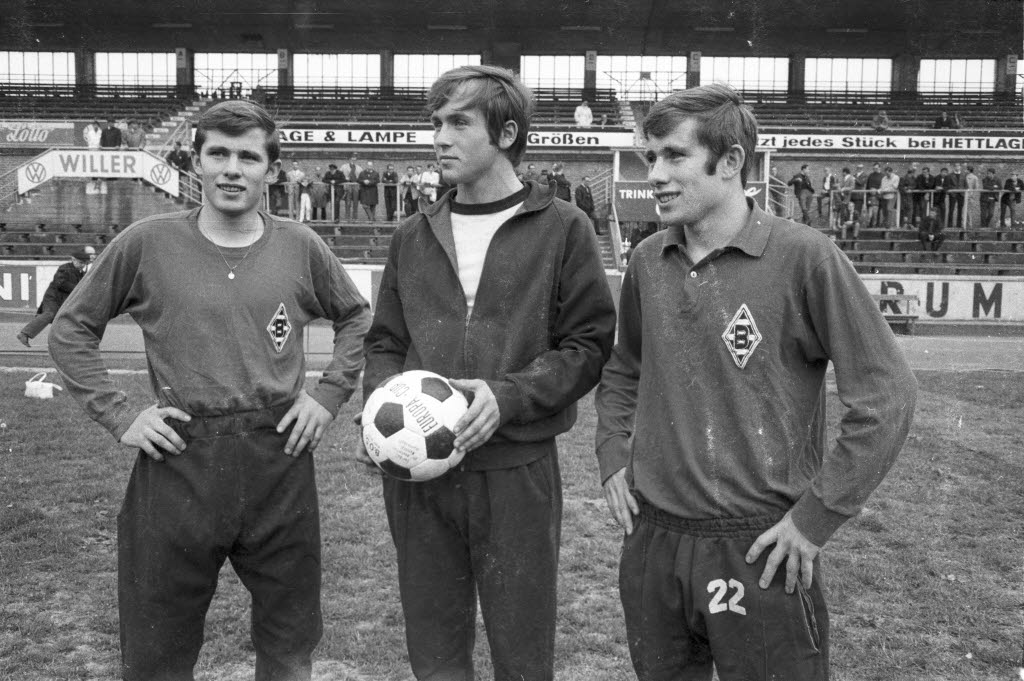
Klaus-Willi Baumanns, Siegmund Saborrosch (TSV Plön) und Dieter Baumanns (v. l. n. r.) im Sommer 1968 beim Probetraining bei Holstein Kiel

In seiner Jugend spielte Baumanns zusammen mit seinem Zwillingsbruder Dieter bei seinem Heimatverein Borussia Mönchengladbach.
In der Bundesligasaison 1967/68 gehörte er zum Kader der Borussia, wurde aber noch nicht eingesetzt. Im Sommer 1968 wechselte er zu Holstein Kiel und war Stammspieler in der damals zweithöchsten Regionalliga Nord. 1970 wurde er vom VfL Osnabrück entdeckt und wechselte erneut den Verein. Bereits in seiner ersten Spielzeit für Osnabrück war er als Stammspieler in der Verteidigung gesetzt. 1971–1973 nahm er dreimal in Folge mit dem VfL an der Aufstiegsrunde zur Bundesliga teil, verpasste aber jeweils den Aufstieg.
Der VfL Osnabrück gehörte zu den Vereinen, die nach der Gründung der damals zweigleisigen 2. Fußball-Bundesliga 1974 an der ersten Spielzeit teilnahmen; Osnabrück spielte in der Staffel Nord. In der ersten Saison 1974/75 der neuen Liga bestritt Baumanns 37 von 38 Spielen, nur die Partie am 8. Spieltag gegen Alemannia Aachen verpasste er. Sein erstes von insgesamt vier Toren in der 2. Fußball-Bundesliga schoss er am 26. Spieltag gegen den HSV Barmbek-Uhlenhorst zum 3:1. Das Spiel gewannen die Osnabrücker mit 5:2, die Saison wurde auf Platz 8 beendet. In den Zweitligaspielzeiten 1975/76 und 1976/77 verpasste Baumanns jeweils nur ein Spiel und erzielte insgesamt 3 Treffer. In den drei folgenden Saisons von 1977/78 bis 1979/80 bestritt er weiterhin jeweils mindestens 20 Spiele, fiel aber häufiger aufgrund von Verletzungen aus. Durch eine Knieoperation musste Baumanns seine Karriere 1980 vorzeitig im Alter von 31 Jahren beenden.
Insgesamt kommt er auf 193 Zweitligaspiele (4 Tore), 23 Einsätze in der Aufstiegsrunde zur 1. Fußball-Bundesliga und 19 Partien im DFB-Pokal, alle für den VfL Osnabrück. Er zählte über lange Zeit zu den Publikumslieblingen in Osnabrück und wurde deshalb auch mit einem Abschiedsspiel gewürdigt.